# Муж парикмахерши
«Муж парикмахерши» (фр. «Le Mari de la coiffeuse») — фильм Патриса Леконта, вышедший на экраны в 1990 году.

## Сюжет
Маленький влюбленный мальчик Антуан мечтает об одном: стать мужем парикмахерши. Он каждый день ходит стричь волосы, чтобы встретиться с предметом своих мечтаний. Антуан становится старше, но его страсть к стрижке не проходит. И вот однажды в маленьком провинциальном городке он встречает Матильду, парикмахершу своей мечты, и женится на ней, чтобы проводить все своё время в её салоне.

## В ролях
- Жан Рошфор — Антуан
- Анна Гальена — Матильда
- Ролан Бертен — отец Антуана
- Ивелин Айо — мать Антуана
- Морис Шевит — Амбруаз Дюпре/Исидора Агопян
- Мишель Ларок — мать приёмных детей

## Награды и номинации
BAFTA 1992
- Номинирован на премию BAFTA Film Award «Лучший Фильм на иностранном Языке» — Патрис Леконт
- Сезар, Франция 1991
- Номинирован Сезар «Лучший Фильм» — Патрис Леконт
- Номинирован "Лучший Актер " — Жан Рошфор
- Номинирован «Лучший режиссёр» — Патрис Леконт
- Номинирован «Лучший Сценарий, Оригинал или Адаптации» — Клод Клотц ,Патрис Леконт
- Номинирован «Лучшая операторская работа» — Эдуардо Серра
- Номинирован «Лучший Дизайн» — Ivan Maussion
- Номинирован «Лучший монтаж» — Жоэль Аче
- Приз Луи Деллюка
- Награда Prix Louis Delluc — Патрис Леконт